# Weiping Lin
Weiping Lin (Wei-Ping Lin; * 1973 in Taiwan) ist eine taiwanische Geigerin.

## Leben
Weiping Lin gewann in Taiwan mehrere Violinwettbewerbe, bevor sie fünfzehnjährig nach Wien kam. Sie studierte dort Violine an der Hochschule für Musik und darstellende Kunst bei Josef Sivo und Dora Schwarzberg und an der Universität für Musik und darstellende Kunst Graz bei Yair Kless. Außerdem besuchte sie Meisterkurse u. a. von Igor Oistrach, Klara Flieder, Philippe Hirschhorn, Yehudi Menuhin, Gerhard Schulz, Zakhar Bron, Valery Klimov, Igor Ozim, Abram Shtern und Edward Zienkowski. Seit 1998 ist sie Stimmführerin der Ersten Violinen und stellvertretende Konzertmeisterin des ORF Radio-Symphonieorchesters Wien. 
Das besondere Interesse Lins gilt der zeitgenössischen Musik. Als Solistin und Mitglied von Kammermusikensembles wie dem Ensemble Modern, dem Ensemble 20. Jahrhundert, dem Ensemble „die reihe“, dem Ensemble EIS, dem Ensemble Phace und dem Ensemble Zur Eisernen Zeit spielte sie Uraufführungen und Erstaufnahmen von Kompositionen Luna Alcalays, Michael Amanns, Christoph Herndlers, Volkmar Kliens, Ming Wangs, Rodrigo Sigals, Alejandro del Valle-Lattanzios und anderer. In jüngerer Zeit arbeitete sie an einem Soloalbum mit neuen Werken für Violine Solo bzw. Violine und Elektronik u. a. von Joao Pedro Oliveira, Germán Toro-Perés und Francisco Colasanto. 

## Diskographie
- Christoph Herndler. Streichquartette
- Volkmar Klien. Lockerungen
- Volkmar Klien. VLCLEL
- Michael Amann. Nachklang
- Volkmar Klien. Variations in Air Pressure
- Christian Qualtinger. Captain Austria
- Zur eisernen Zeit. Natural Born Viennese
- Giacinto Scelsi Vol 10. The Violin Works
- Johann Sebastian Bach. Drei Sonaten und drei Partiten für Violine solo BWV 1001-1006